# Balthasar Hubmaier
Balthasar Hubmaier (nejspíše 1485? – 10. března 1528) byl vlivný německý/moravský anabaptistický vůdce. Byl jedním z nejznámějších a nejrespektovanějších novokřtěneckých teologů reformace.

## Život
Balthasar Hubmaier se narodil ve Friedbergu v Bavorsku (nedaleko Augsburgu) roku 1480. V roce 1524 se oženil s Elizabeth Hügline z Reichenau.
Navštěvoval latinskou školu v Augsburgu a 1. května 1503 vstoupil na univerzitu ve Freiburgu. Pro nedostatek financí byl nucen univerzitu opustit a nějaký čas učil ve Schaffhausenu. Do Freiburgu se vrátil v roce 1507 a roku 1511 získal bakalářský a magisterský titul. V roce 1512 získal doktorát teologie na univerzitě v Ingolstadtu a 1515 se stal univerzitním vicerektorem. Jako kazatel byl pověstný a jeho úspěch správce byl mimořádný.[zdroj⁠?!] V roce 1516 se stal katolickým farářem v Regensburgu a od roku 1521 ve Waldshutu.
Roku 1522 se v Basileji seznámil s Heinrichem Glareanem (učitelem Konráda Grebela) a Erasmem Rotterdamským. V březnu 1523 se Hubmaier v Curychu setkal s Ulrichem Zwinglim, a v říjnu téhož roku se zúčastnil jeho disputace. Zwingli v této rozpravě předložil principy poslušnosti Písmu. Zřejmě právě tehdy opustil Hubmaier křest nemluvňat, který se neopírá o Písmo.
Roku 1525 přijel do Waldshutu novokřtěnec Wilhelm Reublin, kterého vyhnali z Curychu, a v dubnu pokřtil Hubmaiera a s ním 60 dalších.
V prosinci 1525 byl Hubmaier pro své přesvědčení uvězněn a po propuštění opustil Švýcarsko a odešel spolu s dalšími novokřtěnci do Mikulova na Moravě. Zde se horlivě ujal poslání kazatele a spisovatele. Jeho dvanáctiměsíční působení mezi německy mluvícím obyvatelstvem vyústilo v tisíce křtů (nejméně šest tisíc), jeho přičiněním došlo také k obrácení dvou bratří Leonarda a Jana, pánů z Lichtenštejna, jejichž pozemky se staly útočištěm utečenců. Hnutí se šířilo a anabaptisté zde dostali jméno habáni.
O dva roky později však byl i s manželkou na příkaz Ferdinanda I. zatčen, předán do Vídně a zde mučen, načež byl 10. března 1528 veřejně upálen. Asi tři dny poté byla pro svou víru utopena v Dunaji s kamenem na krku i jeho manželka.

## Odkaz
Hubmaier byl v 16. století nejschopnějším z obránců křtu věřících. Z jeho jedenácti knih se jich šest týká křtu. Z jeho prací lze zmínit 18 článků (1524), O kacířích a těch, kdo je upalují (1524), Otevřená výzva Balthasara z Friedbergu všem věřícím křesťanům (1525), O křesťanském křtu věřících (1525), Dvanáct článků křesťanské víry (1526), a O meči (1527 v Mikulově). Všechny jeho publikace obsahovaly motto Die warheit ist untödlich (Pravda je nesmrtelná).